# Take Out
Take Out is een onafhankelijke dramafilm uit 2004, geregisseerd en geschreven door Shih-Ching Tsou en Sean Baker.

## Verhaallijn
De film gaat over het leven van een ongedocumenteerde Chinese immigrant die als bezorger werkt voor een Chinees afhaalrestaurant in New York.

## Rolverdeling
- Charles Jang als Ming Ding
- Jeng-Hua Yu als Young
- Wang-Thye Lee als Big Sister
- Justin Wan als Wei

## Ontvangst
Take Out ging in januari 2004 in première op het Slamdance Film Festival.  
De film heeft een score van 100% op Rotten TomatoesRotten Tomatoes. [14] Ook werd de film genomineerd voor de John Cassavetes Award bij de Independent Spirit Awards.  De film won ook de juryprijs op het Nashville Film Festival. 